# Otho Orlando Kurz

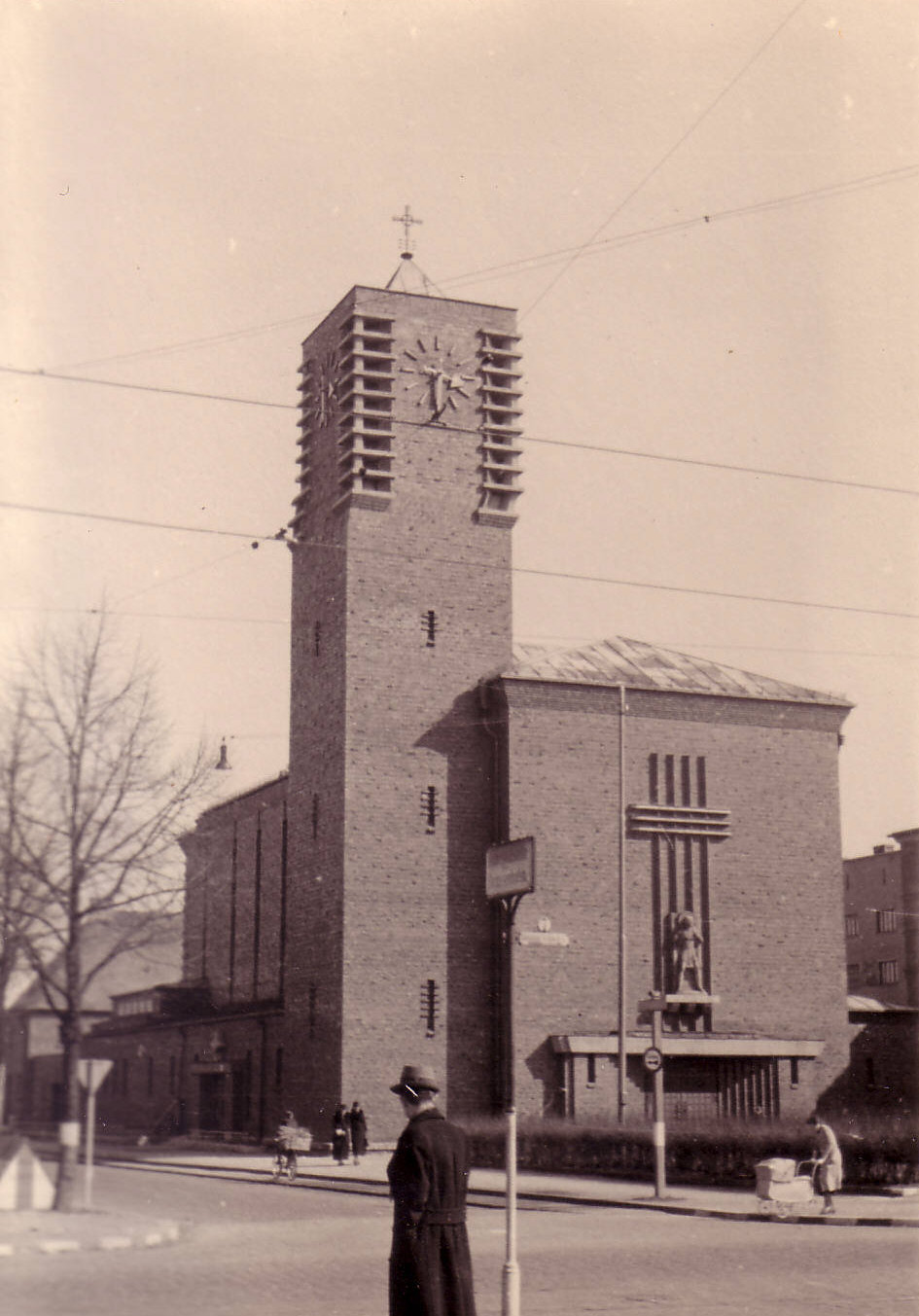
San Sebastiano (Monaco di Baviera) 1929

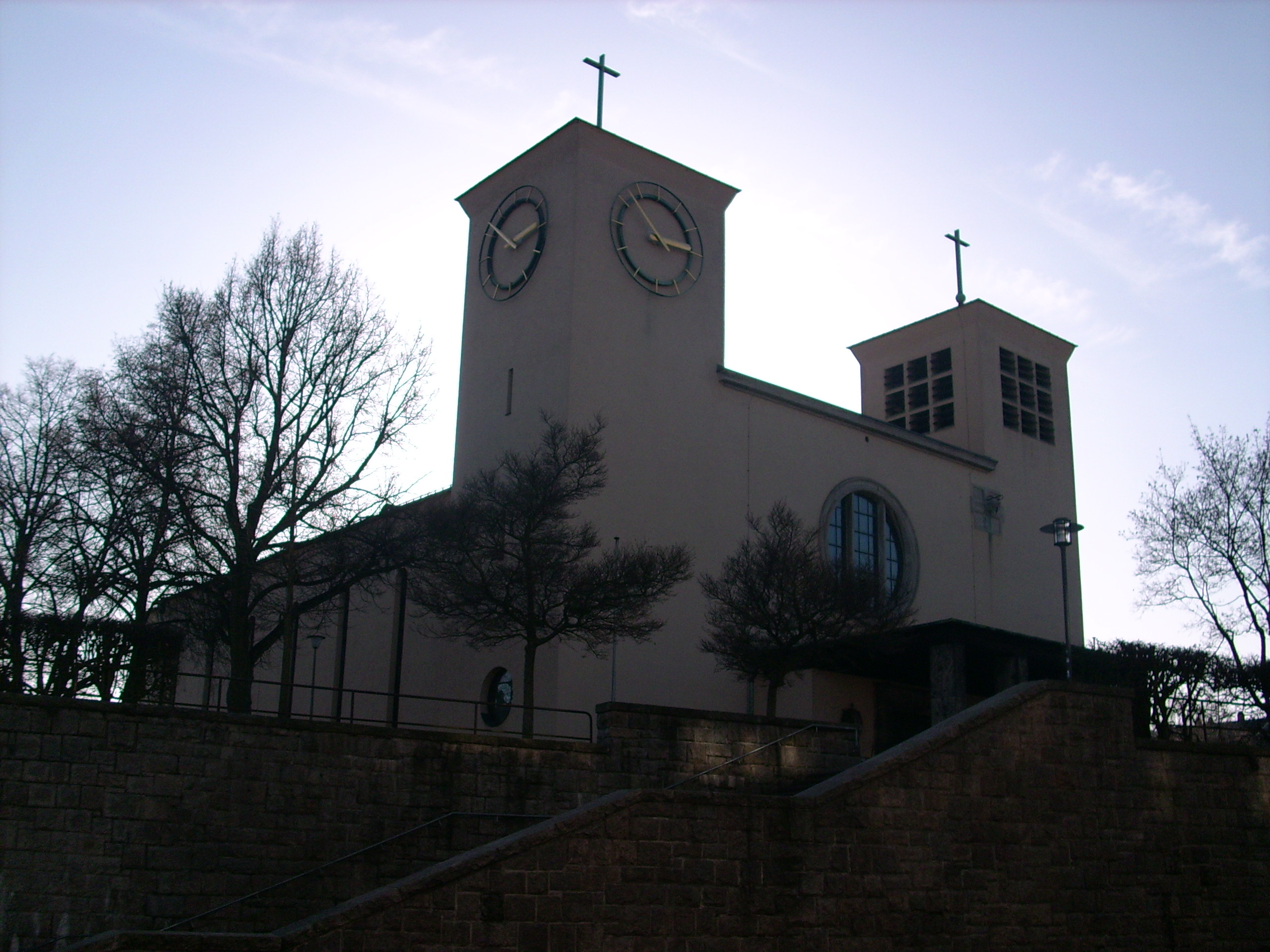
Herz-Jesu-Kirche a Weiden i.d.OPf.

Otho Orlando Kurz (Firenze, 1º giugno 1881 – Monaco di Baviera, 11 maggio 1933) è stato un architetto tedesco.

## Biografia
Nacque a Firenze, figlio dello scultore Erwin Kurz, un collaboratore di Adolf von Hildebrand. Nel 1893 il padre venne invitato ad insegnare all'Accademia delle belle arti di Monaco. Otho Orlando frequentò il ginnasio a Monaco. Dopo la maturità studiò dapprima elettrotecnica, poi cambiò facoltà passando ad architettura. Dopo essersi diplomato lavorò presso Friedrich von Thiersch, Hans Grässel e Heinrich von Schmidt come praticante. 
Nel 1909 gli venne data il appalto la costruzione della chiesa di Milbertshofen. 
Con Eduard Herbert fonderà uno studio di architettura. Dal 1911 divenne professore presso la Technischen Hochschule München.
Dal 1917 fino al 1928 fu l'architetto di casa della BMW.
Negli anni venti costruì molte case nello stile della Nuova oggettività. 
Fu anche attivo come designer di monumenti funebri.